# Ferenc Deák (calciatore)
Ferenc Deák (Budapest, 16 gennaio 1922 – Budapest, 18 aprile 1998) è stato un calciatore ungherese, di ruolo attaccante.

## Biografia
Nato nel distretto di Ferencváros, inizia da giovanissimo a giocare a calcio nel ruolo di portiere; lavorando al contempo nel panificio di famiglia. In giovane età subì un forte trauma cranico a causa del quale gli fu posto divieto di continuare a giocare a calcio. Tuttavia l'allora allenatore dello storico club del suo distretto, avendo notato in lui spiccate qualità, convinse i genitori a fargli proseguire la carriera, a patto che non fosse più schierato come portiere. La sua carriera sarà segnata dal rifiuto di allinearsi e sottostare al regime comunista instauratosi alla fine degli anni '40 in Ungheria, a causa del quale circolano accuse di spionaggio a suo carico mai verificate. Dopo aver aggredito due ufficiali dell'AVH è costretto a lasciare il Ferencváros e a sottostare alla volontà del regime. Ritiratosi a vita privata a causa di complicazioni dovute al diabete all'inizio degli anni '70, muore nella sua città natale il 18 aprile 1998.
Solo dopo la caduta del comunismo in Ungheria la carriera e il merito di Deák furono riconosciuti a livello nazionale: nel 1994 fu insignito della Croce da Ufficiale dell'Ordine al merito della Repubblica ungherese, mentre nel 1999 ricevette (postumo) il Premio del Patrimonio ungherese, riservato alle personalità e alle istituzioni letterarie, scientifiche o sportive che hanno contribuito all'elevazione morale e spirituale della società ungherese. Sono inoltre state intitolate a lui alcune scuole primarie e diverse scuole calcio.

## Caratteristiche tecniche
Venne soprannominato Bamba (in riferimento alla pianta di bambù) per il suo modo di interpretare la gara. Come da lui stesso dichiarato, era solito rimanere fermo all'altezza del cerchio di centrocampo per poi scattare repentinamente quando il pallone giungeva nella sua zona. Implacabile marcatore, grande opportunista dell'area di rigore, ha mantenuto altissime medie realizzative per tutta la carriera che lo hanno reso uno dei cannonieri più prolifici della storia del calcio. Nella parte finale della sua esperienza all'Újpest (allora chiamato Budapest Dózsa in onore del condottiero György Dózsa) fu impiegato anche nel reparto arretrato.

## Carriera

### Club

#### Inizi e debutto in massima serie
Cominciò a giocare per lo Szentlorinci AC nelle serie inferiori. Nel 1942 ottiene la promozione in seconda divisione, continuando a segnare con medie realizzative da capogiro. A causa della seconda guerra mondiale il campionato 1944-1945 fu interrotto e in sua sostituzione fu disputato un campionato per le sole squadre di Budapest nella primavera 1945: in questa edizione lo Szentlőrinci milita nel secondo livello ma conclude il campionato al primo posto, ottenendo la promozione in prima divisione. Al suo primo anno in Nemzeti Bajnokság I segna la cifra record di 66 gol. Si tratta del record per il maggior numero di gol realizzati in una singola stagione di un campionato europeo (e secondo globale nella speciale classifica dei calciatori per numero di gol realizzati in un campionato dietro Archie Stark), come certificato dal premio conferitogli dall'IFFHS nel 1997. Si conferma miglior marcatore di tutti i campionati europei anche nell'anno successivo, sua ultima stagione per lo Szentlőrinci.

#### Passaggio al Ferencvaros
Nell'estate 1947 rifiutò l'offerta dei turchi del Fenerbahçe per accasarsi al Ferencváros. Con i biancoverdi vinse nel 1948-49 il suo unico scudetto, risultando capocannoniere del torneo per la terza volta.
Nel 1949 il Torino provò a portarlo in Italia, ma l'attaccante ungherese rifiutò la proposta. Con il Ferencváros collezionò in tutto 83 presenze e 121 reti.

#### Trasferimento all'Ujpést e ultimi anni
nel 1950 è protagonista di una rissa in un bar in cui aggredisce due ufficiali dei servizi segreti. In cambio della libertà è costretto a passare al Budapesti Dózsa, squadra del Ministero dell'Interno, dove rimane fino al 1954. Pur lottando per le posizioni al vertice della classifica, non riuscì a vincere alcun titolo con i viola.
Conclusa l'esperienza al Budapesti Dózsa, passa allo Spartacus Budapest. Nella stagione 1956 il campionato fu sospeso a causa della rivoluzione ungherese e portato a termine solo nella primavera del 1957. Alla fine del campionato passa al Vörös Meteor, con cui conclude la carriera, salvo poi firmare nella stagione 1959-1960 col Siófok.

### Nazionale
Giocò nella nazionale ungherese dal 1946 al 1949, vincendo nel 1947 la Coppa dei Balcani per nazioni ed il titolo di capocannoniere della competizione. Nonostante avesse segnato 29 gol in 20 incontri, numeri che gli conferiscono la miglior media realizzativa tra i calciatori ad aver vestito la maglia della propria nazionale (1,45 reti a partita), la nomina a CT di Gusztáv Sebes segnò l'epilogo della sua carriera con la selezione maggiore. L'allenatore del ciclo conosciuto come Squadra d'oro infatti farà ampio uso del modulo definito "doppia M", in cui il centravanti gioca in una posizione decisamente più arretrata (gli fu preferito Nándor Hidegkuti).
Oltre alle divergenze tecniche, a pesare per la posizione di Deák furono le posizioni politiche contrarie al regime che già lo avevano portato a lasciare il Ferencvárosi.

## Statistiche
Tenendo conto di tutte le partite ufficiali disputate con i club e con la nazionale, Ferenc Deák ha totalizzato 413 presenze e 579 gol, con una media di 1.4 gol a partita.

### Presenze e reti nei club
| Stagione            | Squadra             | Campionato          | Campionato | Campionato | Coppa | Coppa    | Coppa | Totale   | Totale |
| Stagione            | Squadra             | Campionato          | Presenze   | Reti       | Coppa | Presenze | Reti  | Presenze | Reti   |
| ------------------- | ------------------- | ------------------- | ---------- | ---------- | ----- | -------- | ----- | -------- | ------ |
| 1940-1941           | Szentlőrinci        | NB3                 | 11         | 19         | -     | -        | -     | 11       | 19     |
| 1941-1942           | Szentlőrinci        | NB3                 | 27+        | 45+        | -     | -        | -     | 27+      | 45+    |
| 1942-1943           | Szentlőrinci        | NB2                 | 26         | 49         | CU    | 3        | 9     | 29       | 58     |
| 1943-1944           | Szentlőrinci        | NB2                 | 20         | 36         | CU    | 4        | 9     | 24       | 45     |
| 1945                | Szentlőrinci        | BB2                 | 8+         | 31+        | -     | -        | -     | 8+       | 31+    |
| 1945-1946           | Szentlőrinci        | NB1                 | 34         | 66         | -     | -        | -     | 34       | 66     |
| 1946-1947           | Szentlőrinci        | NB1                 | 30         | 48         | -     | -        | -     | 30       | 48     |
| Totale Szentlőrinci | Totale Szentlőrinci | Totale Szentlőrinci | 156+       | 294+       |       | 7        | 18    | 163+     | 312+   |
| 1947-1948           | Ferencváros         | NB1                 | 30         | 41         | -     | -        | -     | 30       | 41     |
| 1948-1949           | Ferencváros         | NB1                 | 30         | 59         | -     | -        | -     | 30       | 59     |
| 1949-1950           | Ferencváros         | NB1                 | 23         | 21         | -     | -        | -     | 23       | 21     |
| Totale Ferencváros  | Totale Ferencváros  | Totale Ferencváros  | 83         | 121        |       | -        | -     | 83       | 121    |
| 1950                | Újpest              | NB1                 | 14         | 12         | -     | -        | -     | 14       | 12     |
| 1951                | Újpest              | NB1                 | 14         | 5          | -     | -        | -     | 14       | 5      |
| 1952                | Újpest              | NB1                 | 22         | 15         | CU    | 0        | 0     | 22       | 15     |
| 1953                | Újpest              | NB1                 | 20         | 12         | CU    | 3        | 4     | 23       | 16     |
| 1954                | Újpest              | NB1                 | 14         | 9          | -     | -        | -     | 14       | 9      |
| Totale Újpest       | Totale Újpest       | Totale Újpest       | 84         | 53         |       | 3        | 4     | 87       | 57     |
| 1955                | Budapesti Spartacus | NB2                 | 23         | 22         | -     | -        | -     | 23       | 22     |
| 1956                | Budapesti Spartacus | NB2                 | 25         | 30         | -     | -        | -     | 25       | 30     |
| Totale Spartacus    | Totale Spartacus    | Totale Spartacus    | 48         | 52         |       | -        | -     | 48       | 52     |
| 1957-1958           | Vörös Meteor        | NB2                 | 10         | 6          | -     | -        | -     | 10       | 6      |
| 1959-1960           | Siófok              | NB5                 | 2          | 2          | -     | -        | -     | 2        | 2      |
| Totale carriera     | Totale carriera     | Totale carriera     | 383+       | 528+       |       | 10       | 22    | 393+     | 550+   |

### Cronologia presenze e reti in nazionale
| Cronologia completa delle presenze e delle reti in nazionale ― Ungheria | Cronologia completa delle presenze e delle reti in nazionale ― Ungheria | Cronologia completa delle presenze e delle reti in nazionale ― Ungheria | Cronologia completa delle presenze e delle reti in nazionale ― Ungheria | Cronologia completa delle presenze e delle reti in nazionale ― Ungheria | Cronologia completa delle presenze e delle reti in nazionale ― Ungheria | Cronologia completa delle presenze e delle reti in nazionale ― Ungheria | Cronologia completa delle presenze e delle reti in nazionale ― Ungheria |
| Data                                                                    | Città                                                                   | In casa                                                                 | Risultato                                                               | Ospiti                                                                  | Competizione                                                            | Reti                                                                    | Note                                                                    |
| ----------------------------------------------------------------------- | ----------------------------------------------------------------------- | ----------------------------------------------------------------------- | ----------------------------------------------------------------------- | ----------------------------------------------------------------------- | ----------------------------------------------------------------------- | ----------------------------------------------------------------------- | ----------------------------------------------------------------------- |
| 6-10-1946                                                               | Budapest                                                                | Ungheria                                                                | 2 – 0                                                                   | Austria                                                                 | Amichevole                                                              | 2                                                                       |                                                                         |
| 30-10-1946                                                              | Esch-sur-Alzette                                                        | Lussemburgo                                                             | 2 – 7                                                                   | Ungheria                                                                | Amichevole                                                              | 3                                                                       |                                                                         |
| 17-8-1947                                                               | Budapest                                                                | Ungheria                                                                | 9 – 0                                                                   | Bulgaria                                                                | Coppa dei Balcani                                                       | 4                                                                       |                                                                         |
| 20-8-1947                                                               | Budapest                                                                | Ungheria                                                                | 3 – 0                                                                   | Albania                                                                 | Coppa dei Balcani                                                       | 1                                                                       |                                                                         |
| 14-9-1947                                                               | Vienna                                                                  | Austria                                                                 | 4 – 3                                                                   | Ungheria                                                                | Amichevole                                                              | -                                                                       | 46’                                                                     |
| 21-4-1948                                                               | Budapest                                                                | Ungheria                                                                | 7 – 4                                                                   | Svizzera                                                                | Coppa Internazionale 1948-1953                                          | 2                                                                       |                                                                         |
| 2-5-1948                                                                | Vienna                                                                  | Austria                                                                 | 3 – 2                                                                   | Ungheria                                                                | Coppa Internazionale 1948-1953                                          | 1                                                                       |                                                                         |
| 23-5-1948                                                               | Budapest                                                                | Ungheria                                                                | 2 – 1                                                                   | Cecoslovacchia                                                          | Coppa Internazionale 1948-1953                                          | 1                                                                       |                                                                         |
| 19-9-1948                                                               | Varsavia                                                                | Polonia                                                                 | 2 – 6                                                                   | Ungheria                                                                | Coppa dei Balcani                                                       | 1                                                                       |                                                                         |
| 3-10-1948                                                               | Budapest                                                                | Ungheria                                                                | 2 – 1                                                                   | Austria                                                                 | Amichevole                                                              | 1                                                                       |                                                                         |
| 24-10-1948                                                              | Bucarest                                                                | Romania                                                                 | 1 – 5                                                                   | Ungheria                                                                | Coppa dei Balcani                                                       | 2                                                                       |                                                                         |
| 7-11-1948                                                               | Sofia                                                                   | Bulgaria                                                                | 1 – 0                                                                   | Ungheria                                                                | Coppa dei Balcani                                                       | -                                                                       |                                                                         |
| 10-4-1949                                                               | Praga                                                                   | Cecoslovacchia                                                          | 5 – 2                                                                   | Ungheria                                                                | Coppa Internazionale 1948-1953                                          | -                                                                       | 85’                                                                     |
| 8-5-1949                                                                | Budapest                                                                | Ungheria                                                                | 6 – 1                                                                   | Austria                                                                 | Coppa Internazionale 1948-1953                                          | 2                                                                       |                                                                         |
| 12-6-1949                                                               | Budapest                                                                | Ungheria                                                                | 1 – 1                                                                   | Italia                                                                  | Coppa Internazionale 1948-1953                                          | 1                                                                       |                                                                         |
| 19-6-1949                                                               | Solna                                                                   | Svezia                                                                  | 2 – 2                                                                   | Ungheria                                                                | Amichevole                                                              | -                                                                       | 41’                                                                     |
| 10-7-1949                                                               | Debrecen                                                                | Ungheria                                                                | 8 – 2                                                                   | Polonia                                                                 | Amichevole                                                              | 4                                                                       |                                                                         |
| 16-10-1949                                                              | Vienna                                                                  | Austria                                                                 | 3 – 4                                                                   | Ungheria                                                                | Amichevole                                                              | 2                                                                       |                                                                         |
| 30-10-1949                                                              | Budapest                                                                | Ungheria                                                                | 5 – 0                                                                   | Bulgaria                                                                | Amichevole                                                              | 1                                                                       |                                                                         |
| 20-11-1949                                                              | Budapest                                                                | Ungheria                                                                | 5 – 0                                                                   | Svezia                                                                  | Amichevole                                                              | 1                                                                       |                                                                         |
| Totale                                                                  |                                                                         | Presenze                                                                | 20                                                                      |                                                                         | Reti                                                                    | 29                                                                      |                                                                         |

## Palmarès

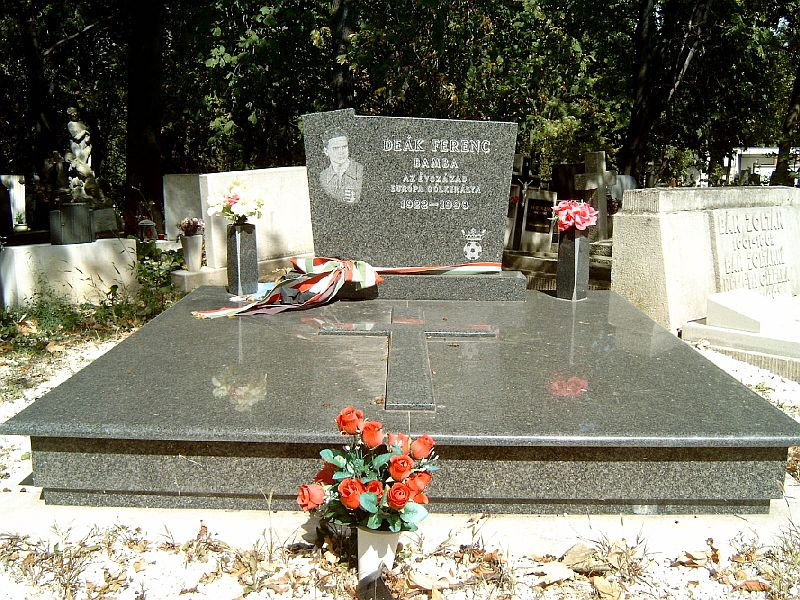
La tomba di Ferenc "Bamba" Deák al cimitero di Budapest.

### Club
- Campionato ungherese: 1

Ferencváros: 1948-1949

### Nazionale
- Coppa Internazionale: 1

1953

### Individuale
- Capocannoniere del campionato ungherese: 3

1945-1946 (66 gol), 1946-1947 (48 gol), 1948-1949 (59 gol)
- Capocannoniere della Coppa dei Balcani per Nazioni: 1

1947 (5 gol)